# Human (canción de Christina Perri)
«Human» —en español: «Humana»— es una canción de la cantante y compositora estadounidense Christina Perri, parte de su segundo álbum de estudio Head or Heart (2014). Fue compuesta por Perri y Martin Johnson, quien también produjo la canción. Fue lanzada el 18 de noviembre de 2013 como el primer sencillo del álbum. "Human" recibió críticas generalmente positivas y se ha convertido en un éxito en el Top 10 Adult Pop en los Estados Unidos, así como su tercera entrada al Top 40 en el Billboard Hot 100. Fue certificado Platino por RIAA en junio de 2014.

## Antecedentes
"Human" fue escrita por Perri y Martin Johnsonen abril de 2013 y fue producida por Martin Johnson. La canción fue grabada luego de un largo proceso de composición de canciones, y originalmente Perri no estaba segura de si la canción iba a estar en el álbum porque sentía que era muy personal, pero debido a las reacciones positivas a la canción decidió ponerla en el álbum y la eligió como el primer sencillo. La canción fue lanzada en iTunes el 18 de noviembre de 2013 y Perri debutó la canción interpretandola en  The Queen Latifah Show el mismo día. "Human" impactó a la radio americana "Hot Adult Contemporary"

## Composición
"Human" es la cuarta pista del álbum Head or Heart. Fue escrita por Perri y Martin Johnson, quien también produjo la canción, y es el primer sencillo del segundo álbum de estudio. La canción fue lanzada el 18 de noviembre de 2013.
Al igual que los anteriores singles "Jar of Hearts" y "Arms". Es una balada pop escrita en Ab mayor con una duración de cuatro minutos con diez segundos y está construida en gran parte en torno a una melodía de piano y Perri muestra su hermosa voz.
Líricamente, "Human" utiliza frases específicas para describir la vulnerabilidad del ser humano. En los versos se puede notar que Perri reflexiona las cosas que haría por amor, estribillo de la canción:

"But I'm only human / And I bleed when I fall down / I'm only human/ And I crash and I break down / Your words in my head, knives in my heart / You build me up and then I fall apart /'Cause I'm only human, yeah". Traducida al español: "Pero solo soy humana / Y sangro cuando me caigo / Solo soy humana / Y me estrello y me derrumbo / Tus palabras en mi cabeza, cuchillos en mi corazón / Tú me construyes y luego me desplomo / Porque solo soy humana".

## Recepción crítica
Sam Lansky de Idolator aplaudió la canción por ser "propiamente dramática" en su enfoque, anotando que Perri "canta con el corazón en una producción triunfal", resultando en lo que describió como una balada "épica y de radio". Amy Sciarretto de PopCrush respondió positivamente a la naturaleza confesional de la letra, igual que a la voz "angelical" de Perri, de la que "muestra un rango más amplio que nunca" en su expresión oral. Ella puntuó la canción con 3,5 estrellas de 5. Robert Copsey de Digital Spy la describió como una balada "con tintes góticos" que es "tan satisfactoria como parece", y la puntuó con 3 estrellas de 5.

## Rendimiento comercial
En la semana de su lanzamiento, la canción debutó en el número 1 de la lista Billboard Bubbling Under Hot 100 Singles. Entró en la lista Billboard Hot 100 en el número 90 el 22 de febrero de 2014, y ascendió al 31 el 3 de mayo de 2014. La canción alcanzó un millón de ventas digitales en junio de 2014.
La canción debutó en el número 71 de la lista canadiense Hot 100 en su semana de lanzamiento.

## Vídeo musical
El vídeo oficial de "Human" se estrenó el 3 de enero de 2014 y fue subido a la cuenta YouTube de Perri el día siguiente. Hasta el 29 de diciembre de 2020 cuenta con más de 237 millones de visitas. El mismo fue dirigido por Elliot Sellers y cuenta con Perri sentada en una habitación blanca, se puede observar que la cantante en el interior de su cuerpo tiene partes que corresponden a la de un robot a medida que va trascurriendo el vídeo Perri poco a poco va transformándose en un humano.

## Lista de canciones
| Sencillo en CD |                      |          |  |
| N.º            | Título               | Duración |  |
| 1.             | «Human» (Radio Edit) | 3:44     |  |

| Estados Unidos — Descarga digital (Versión en EP) |                                   |          |  |
| N.º                                               | Título                            | Duración |  |
| 1.                                                | «Human» (Passion Pit Remix)       | 5:01     |  |
| 2.                                                | «Human» (EDX Fe5tival Radio Edit) | 3:31     |  |
| 3.                                                | «Human» (Tracy Young Radio Edit)  | 3:39     |  |
| 4.                                                | «Human» (Roul & Doors Radio Edit) | 3:09     |  |

## Posicionamiento en listas y certificaciones
| Lista (2013-14)                       | Mejor posición |
| ------------------------------------- | -------------- |
| Alemania (Media Control AG)           | 59             |
| Australia (ARIA)                      | 39             |
| Austria (Ö3 Austria Top 40)           | 42             |
| Canadá (Canadian Hot 100)             | 71             |
| Escocia (Scottish Singles Top 40)     | 17             |
| Eslovaquia (Radio Top 100 Chart)      | 13             |
| España (Top 100 Canciones)            | 23             |
| Estados Unidos (Billboard Hot 100)    | 31             |
| Estados Unidos (Adult Contemporary)   | 16             |
| Estados Unidos (Adult Top 40)         | 10             |
| Estados Unidos (Hot Dance Club Songs) | 16             |
| Estados Unidos (Mainstream Top 40)    | 31             |
| Irlanda (IRMA)                        | 24             |
| Reino Unido (UK Singles Chart)        | 14             |
| Suiza (Schweizer Hitparade)           | 14             |

### Certificaciones
| País           | Organismo certificador | Certificación | Simbolización | Ventas  | Ref.   |
| -------------- | ---------------------- | ------------- | ------------- | ------- | ------ |
| Estados Unidos | RIAA                   | Platino       | ▲             | 1 000   | [ 27 ] |
| Reino Unido    | BPI                    | Plata         | ♦             | 200 000 | [ 28 ] |

## Fecha de Lanzamiento
| País           | Fecha                     | Formato          | Discográfica |
| -------------- | ------------------------- | ---------------- | ------------ |
| Estados Unidos | 18 de noviembre de 2013   | Descarga Digital | Atlantic     |
| Canadá         | 18 de noviembre de 2013   | Descarga Digital | Atlantic     |
| Reino Unido    | 10 de marzo, 2014</tbody> | Descarga Digital | Atlantic     |